# 에고이스트

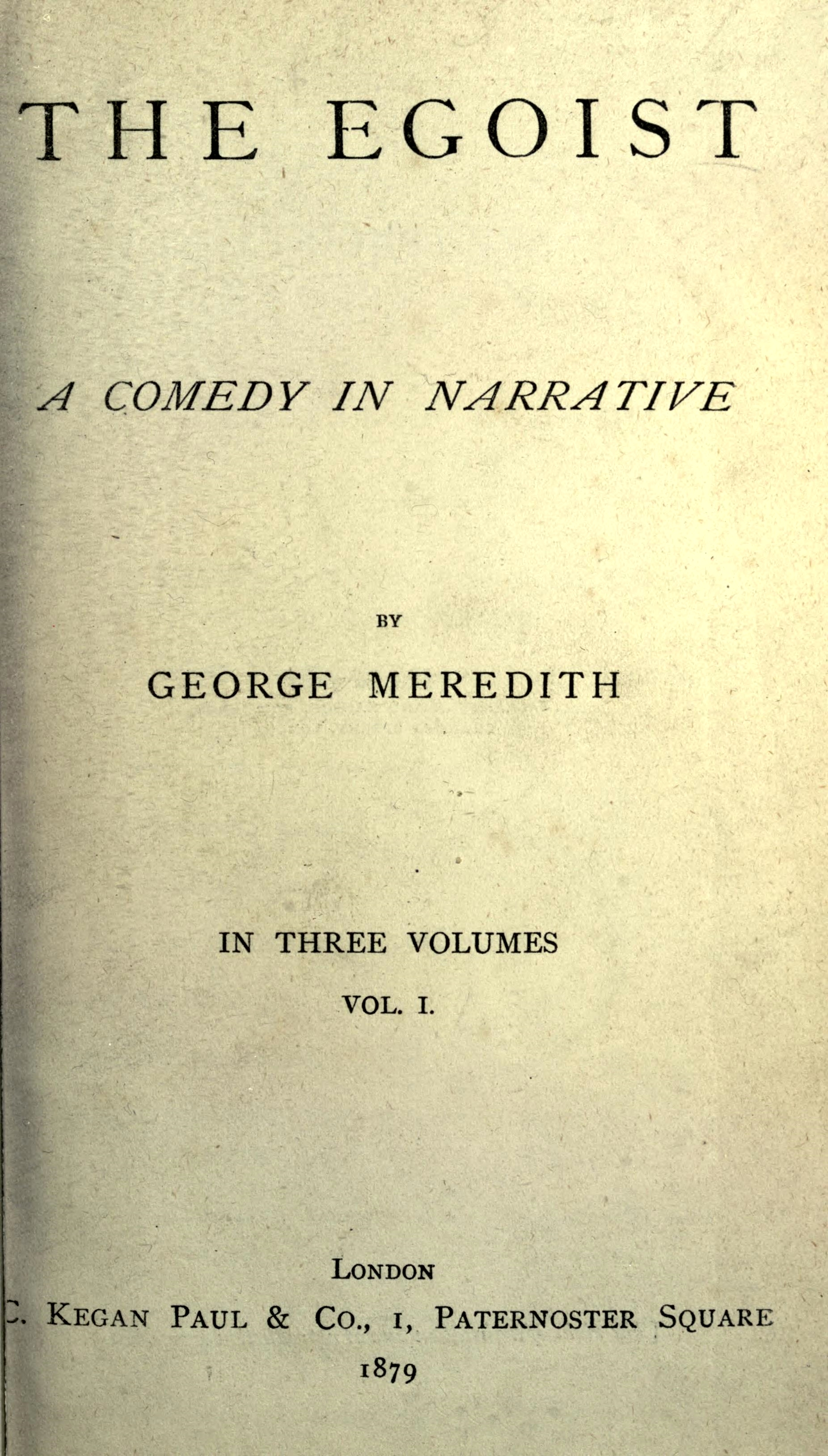

에고이스트(The Egoist, 1879년)는 메레디스 작 장편 소설이다. 월로비 패턴경(卿)은 미남에 부자이나 자기 중심적인 성격으로 여성관계에는 상대의 이해를 얻지 못하여 계속 실패한다. 결국 별로 사랑하지도 않는 여성과 결혼하게 된다. 경구(警句)와 잘 가다듬은 표현이 풍부하여 작자의 이른바 ‘희극정신’을 구체화한 소설이다. 지적인 여성 클라라 미들튼의 묘사는 당시 새로운 것이었다.